# Olympische Sommerspiele 2024/Teilnehmer (Ägypten)
| Gelbes Symbol für Goldmedaillen mit stilisierten Olympischen Ringen | Graues Symbol für Silbermedaillen mit stilisierten Olympischen Ringen | Braundes Symbol für Bronzemedaillen mit stilisierten Olympischen Ringen |
| ------------------------------------------------------------------- | --------------------------------------------------------------------- | ----------------------------------------------------------------------- |
| 1                                                                   | 1                                                                     | 1                                                                       |

Ägypten nahm an den Olympischen Spielen 2024 vom 26. Juli bis zum 11. August 2024 in Paris mit 157 Athleten (103 Männer, 54 Frauen) teil. Es war die insgesamt 24. Teilnahme an Olympischen Sommerspielen.

## Medaillen

### Medaillenspiegel
| Rang   | Sportart           | Gold | Silber | Bronze | Gesamt |
| ------ | ------------------ | ---- | ------ | ------ | ------ |
| 1      | Moderner Fünfkampf | 1    | –      | –      | 1      |
| 2      | Gewichtheben       | –    | 1      | –      | 1      |
| 3      | Fechten            | –    | –      | 1      | 1      |
| Gesamt | Gesamt             | 1    | 1      | 1      | 3      |

### Medaillengewinner
| Name/n           | Sportart           | Wettkampf     |
| ---------------- | ------------------ | ------------- |
| Gold             |                    |               |
| Ahmed El-Gendy   | Moderner Fünfkampf | Männer        |
| Silber           |                    |               |
| Sara Ahmed       | Gewichtheben       | Schwergewicht |
| Bronze           |                    |               |
| Mohamed El-Sayed | Fechten            | Degen         |

## Teilnehmer nach Sportarten

### Beachvolleyball
Über das CAVB Continental Cup Final qualifizierte sich ein ägyptisches Duo bei den Frauen für die Olympischen Spiele.
| Athleten                        | Gruppenphase         | Gruppenphase       | Gruppenphase | Gruppenphase | Achtelfinale  | Achtelfinale  | Viertelfinale | Viertelfinale | Halbfinale    | Halbfinale    | Finale / Platz 3 | Finale / Platz 3 | Rang |
| Athleten                        | Gegner               | Ergebnis           | Punkte       | Rang         | Gegner        | Ergebnis      | Gegner        | Ergebnis      | Gegner        | Ergebnis      | Gegner           | Ergebnis         | Rang |
| ------------------------------- | -------------------- | ------------------ | ------------ | ------------ | ------------- | ------------- | ------------- | ------------- | ------------- | ------------- | ---------------- | ---------------- | ---- |
| Frauen                          |                      |                    |              |              |               |               |               |               |               |               |                  |                  |      |
| Marwa Abdelhady Doaa Elghobashy | Ana Patrícia / Duda  | 0:2 (14:21, 19:21) | 3            | 4            | ausgeschieden | ausgeschieden | ausgeschieden | ausgeschieden | ausgeschieden | ausgeschieden | ausgeschieden    | ausgeschieden    | 19   |
| Marwa Abdelhady Doaa Elghobashy | Gottardi / Menegatti | 0:2 (16:21, 10:21) | 3            | 4            | ausgeschieden | ausgeschieden | ausgeschieden | ausgeschieden | ausgeschieden | ausgeschieden | ausgeschieden    | ausgeschieden    | 19   |
| Marwa Abdelhady Doaa Elghobashy | Liliana / Paula      | 0:2 (18:21, 14:21) | 3            | 4            | ausgeschieden | ausgeschieden | ausgeschieden | ausgeschieden | ausgeschieden | ausgeschieden | ausgeschieden    | ausgeschieden    | 19   |

### Bogenschießen
Beim afrikanischen Qualifikationsturnier in Nabeul konnte Ägypten je einen Quotenplatz für die Einzelwettbewerbe bei Männern und Frauen gewinnen. Daher war man auch im Mixed-Wettbewerb startberechtigt.
| Athleten               | Wettbewerb | Qualifikation | Qualifikation | 1. Runde  | 1. Runde | 2. Runde      | 2. Runde      | Achtelfinale  | Achtelfinale  | Viertelfinale | Viertelfinale | Halbfinale    | Halbfinale    | Finale / Platz 3 | Finale / Platz 3 | Rang |
| Athleten               | Wettbewerb | Ringe         | Rang          | Gegner    | Ergebnis | Gegner        | Ergebnis      | Gegner        | Ergebnis      | Gegner        | Ergebnis      | Gegner        | Ergebnis      | Gegner           | Ergebnis         | Rang |
| ---------------------- | ---------- | ------------- | ------------- | --------- | -------- | ------------- | ------------- | ------------- | ------------- | ------------- | ------------- | ------------- | ------------- | ---------------- | ---------------- | ---- |
| Frauen                 |            |               |               |           |          |               |               |               |               |               |               |               |               |                  |                  |      |
| Jana Ali               | Einzel     | 573           | 63            | Nam S.-h. | 1:7      | ausgeschieden | ausgeschieden | ausgeschieden | ausgeschieden | ausgeschieden | ausgeschieden | ausgeschieden | ausgeschieden | ausgeschieden    | ausgeschieden    | 33   |
| Männer                 |            |               |               |           |          |               |               |               |               |               |               |               |               |                  |                  |      |
| Youssof Tolba          | Einzel     | 624           | 62            | F. Unruh  | 0:6      | ausgeschieden | ausgeschieden | ausgeschieden | ausgeschieden | ausgeschieden | ausgeschieden | ausgeschieden | ausgeschieden | ausgeschieden    | ausgeschieden    | 33   |
| Mixed                  |            |               |               |           |          |               |               |               |               |               |               |               |               |                  |                  |      |
| Jana Ali Youssof Tolba | Mannschaft | 1197          | 27            | —         | —        | —             | —             | ausgeschieden | ausgeschieden | ausgeschieden | ausgeschieden | ausgeschieden | ausgeschieden | ausgeschieden    | ausgeschieden    | 27   |

### Boxen
Über das afrikanische Qualifikationsturnier in Dakar konnten sich drei ägyptische Boxer für die Olympischen Spiele qualifizieren.
| Athleten          | Wettbewerb       | 1. Runde    | 1. Runde | Achtelfinale       | Achtelfinale  | Viertelfinale | Viertelfinale | Halbfinale    | Halbfinale    | Finale        | Finale        | Rang |
| Athleten          | Wettbewerb       | Gegner      | Ergebnis | Gegner             | Ergebnis      | Gegner        | Ergebnis      | Gegner        | Ergebnis      | Gegner        | Ergebnis      | Rang |
| ----------------- | ---------------- | ----------- | -------- | ------------------ | ------------- | ------------- | ------------- | ------------- | ------------- | ------------- | ------------- | ---- |
| Frauen            |                  |             |          |                    |               |               |               |               |               |               |               |      |
| Yomna Ayyad       | Klasse bis 54 kg | N. Uktamova | DNS      | ausgeschieden      | ausgeschieden | ausgeschieden | ausgeschieden | ausgeschieden | ausgeschieden | ausgeschieden | ausgeschieden | 17   |
| Männer            |                  |             |          |                    |               |               |               |               |               |               |               |      |
| Elawad Elawady    | Klasse bis 71 kg | Freilos     | Freilos  | A. Moʻydinxoʻjayev | 0:5           | 9             | ausgeschieden | ausgeschieden | ausgeschieden | ausgeschieden | ausgeschieden | 9    |
| Abdelrahman Oraby | Klasse bis 80 kg | Freilos     | Freilos  | M. Allahverdiyev   | 0:5           | 9             | ausgeschieden | ausgeschieden | ausgeschieden | ausgeschieden | ausgeschieden | 9    |

### Fechten
Mit Ausnahme der Säbelfrauen konnten sich alle ägyptischen Mannschaften als jeweils beste afrikanische Teams der Qualifikationsrangliste qualifizieren, sodass sie in den Mannschaftswettbewerben und im Einzel mit je drei Athleten an den Start gehen können. Im Säbel der Frauen gewann zudem Nada Hafez einen persönlichen Startplatz. Damit ist Ägypten in allen Einzelwettbewerben in Paris vertreten.
| Athleten                                                                | Wettbewerb         | 1. Runde      | 1. Runde | 2. Runde         | 2. Runde      | Achtelfinale  | Achtelfinale  | Viertelfinale      | Viertelfinale | Halbfinale / Klassifikation | Halbfinale / Klassifikation | Finale / Platzierung | Finale / Platzierung | Rang   |
| Athleten                                                                | Wettbewerb         | Gegner        | Ergebnis | Gegner           | Ergebnis      | Gegner        | Ergebnis      | Gegner             | Ergebnis      | Gegner                      | Ergebnis                    | Gegner               | Ergebnis             | Rang   |
| ----------------------------------------------------------------------- | ------------------ | ------------- | -------- | ---------------- | ------------- | ------------- | ------------- | ------------------ | ------------- | --------------------------- | --------------------------- | -------------------- | -------------------- | ------ |
| Frauen                                                                  |                    |               |          |                  |               |               |               |                    |               |                             |                             |                      |                      |        |
| Nardin Ehab                                                             | Degen Einzel       | S. Gaber      | 15:9     | M.-F. Candassamy | 10:15         | ausgeschieden | ausgeschieden | ausgeschieden      | ausgeschieden | ausgeschieden               | ausgeschieden               | ausgeschieden        | ausgeschieden        | 31     |
| Shirwit Gaber                                                           | Degen Einzel       | N. Ehab       | 9:15     | ausgeschieden    | ausgeschieden | ausgeschieden | ausgeschieden | ausgeschieden      | ausgeschieden | ausgeschieden               | ausgeschieden               | ausgeschieden        | ausgeschieden        | 34     |
| Aya Hussein                                                             | Degen Einzel       | N. B. Diongue | 15:14    | V. Kong          | 11:15         | ausgeschieden | ausgeschieden | ausgeschieden      | ausgeschieden | ausgeschieden               | ausgeschieden               | ausgeschieden        | ausgeschieden        | 30     |
| Nardin Ehab Shirwit Gaber Aya Hussein Loulwa Soliman                    | Degen Mannschaft   | —             | —        | —                | —             | —             | —             | Italien            | 26:39         | Ukraine                     | 31:45                       | Vereinigte Staaten   | 30:44                | 8      |
| Sara Amr Hossny                                                         | Florett Einzel     | Freilos       | Freilos  | M. Favaretto     | 5:15          | ausgeschieden | ausgeschieden | ausgeschieden      | ausgeschieden | ausgeschieden               | ausgeschieden               | ausgeschieden        | ausgeschieden        | 29     |
| Yara El-Sharkawy                                                        | Florett Einzel     | Freilos       | Freilos  | Huang Q.         | 5:15          | ausgeschieden | ausgeschieden | ausgeschieden      | ausgeschieden | ausgeschieden               | ausgeschieden               | ausgeschieden        | ausgeschieden        | 21     |
| Malak Hamza                                                             | Florett Einzel     | Freilos       | Freilos  | A. Sauer         | 3:15          | ausgeschieden | ausgeschieden | ausgeschieden      | ausgeschieden | ausgeschieden               | ausgeschieden               | ausgeschieden        | ausgeschieden        | 27     |
| Sara Amr Hossny Yara El-Sharkawy Malak Hamza Noha Hany                  | Florett Mannschaft | —             | —        | —                | —             | —             | —             | Italien            | 14:45         | Polen                       | 21:45                       | China                | 18:45                | 8      |
| Nada Hafez                                                              | Säbel Einzel       | Freilos       | Freilos  | E. Tartakovsky   | 15:13         | Jeon H.-y.    | 7:15          | ausgeschieden      | ausgeschieden | ausgeschieden               | ausgeschieden               | ausgeschieden        | ausgeschieden        | 16     |
| Männer                                                                  |                    |               |          |                  |               |               |               |                    |               |                             |                             |                      |                      |        |
| Mohamed El-Sayed                                                        | Degen Einzel       | Freilos       | Freilos  | J. É. Rodríguez  | 15:7          | A. Santarelli | 15:10         | N. Loyola          | 9:8           | Y. Borel                    | 9:15                        | T. Andrásfi          | 8:7                  | Bronze |
| Mahmoud Nashat Mohsen                                                   | Degen Einzel       | J. Jurka      | 8:15     | ausgeschieden    | ausgeschieden | ausgeschieden | ausgeschieden | ausgeschieden      | ausgeschieden | ausgeschieden               | ausgeschieden               | ausgeschieden        | ausgeschieden        | 33     |
| Mohamed Yasseen                                                         | Degen Einzel       | Freilos       | Freilos  | K. Minobe        | 8:9           | ausgeschieden | ausgeschieden | ausgeschieden      | ausgeschieden | ausgeschieden               | ausgeschieden               | ausgeschieden        | ausgeschieden        | 22     |
| Mohamed El-Sayed Mahmoud Nashat Mohsen Mohamed Yasseen Mahmoud El-Sayed | Degen Mannschaft   | —             | —        | —                | —             | —             | —             | Frankreich         | 39:45         | Kasachstan                  | 21:36                       | Venezuela            | 35:41                | 8      |
| Alaaeldin Abouelkassem                                                  | Florett Einzel     | Freilos       | Freilos  | K. Iimura        | 8:15          | ausgeschieden | ausgeschieden | ausgeschieden      | ausgeschieden | ausgeschieden               | ausgeschieden               | ausgeschieden        | ausgeschieden        | 24     |
| Mohamed Hamza                                                           | Florett Einzel     | Freilos       | Freilos  | J. Jurkiewicz    | 15:14         | C. Llavador   | 15:12         | F. Macchi          | 9:15          | ausgeschieden               | ausgeschieden               | ausgeschieden        | ausgeschieden        | 5      |
| Abdelrahman Tolba                                                       | Florett Einzel     | Freilos       | Freilos  | D. Dósa          | 15:14         | N. Itkin      | 8:15          | ausgeschieden      | ausgeschieden | ausgeschieden               | ausgeschieden               | ausgeschieden        | ausgeschieden        | 16     |
| Alaaeldin Abouelkassem Mohamed Hamza Abdelrahman Tolba Mohamed Essam    | Florett Mannschaft | —             | —        | —                | —             | —             | —             | Vereinigte Staaten | 35:45         | Polen                       | 36:45                       | Kanada               | 38:45                | 8      |
| Mohamed Amer                                                            | Säbel Einzel       | Freilos       | Freilos  | A. Moataz        | 15:8          | S. Basadse    | 15:14         | L. Samele          | 13:15         | ausgeschieden               | ausgeschieden               | ausgeschieden        | ausgeschieden        | 6      |
| Ziad El-Sissy                                                           | Säbel Einzel       | Freilos       | Freilos  | P. di Tella      | 15:11         | M. Saron      | 15:13         | M. Szabo           | 15:14         | F. Ferjani                  | 11:15                       | L. Samele            | 12:15                | 4      |
| Adham Moataz                                                            | Säbel Einzel       | Freilos       | Freilos  | M. Amer          | 8:15          | ausgeschieden | ausgeschieden | ausgeschieden      | ausgeschieden | ausgeschieden               | ausgeschieden               | ausgeschieden        | ausgeschieden        | 22     |
| Mohamed Amer Ziad El-Sissy Adham Moataz Yassin Khodir                   | Säbel Mannschaft   | —             | —        | —                | —             | —             | —             | Frankreich         | 41:45         | Kanada                      | 45:41                       | Italien              | 38:45                | 6      |

### Fußball
Durch den Finaleinzug beim U-23-Afrika-Cup 2023 qualifizierten sich Ägyptens Fußballer für das olympische Turnier.
| Wettbewerb      | Männer (Spiele/Tore) |
| --------------- | --- |
| Athleten        | Hossam Abdelmaguid (6/0) Ibrahim Adel (6/3) Hamza Alaa (6/0) Ahmed Atef (6/0) Karim El Debes (6/0) Ahmed Eid (4/0) Mohamed Elneny (6/0) Osama Faisal (6/0) Omar Fayed (5/0) Ali El Gabry (0/0) Ziad Kamal (5/0) Ahmed Nabil Koka (5/1) Bilal Mazhar (6/0) Mostafa Saad (4/0) Mahmoud Saber (5/1) Mohamed Shehata (6/0) Mohamed Tarek (2/0) Zizo (6/0) |
| Trainer         | Rogério Micale ( Brasilien) |
| P-Akkreditierte | Ahmed Abdelnaby (0/0) Mohamed Hamdy (3/0) Mohamed El Maghrabi (0/0) Mohamed Seha (0/0) |
| Gruppenphase    | Dominikanische Republik (0:0) Usbekistan (1:0) Spanien (2:1) |
| Viertelfinale   | Paraguay (1:1 n. V., 4:5 i. E.) |
| Halbfinale      | Frankreich (1:3 n. V.) |
| Spiel um Bronze | Marokko (0:6) |
| Rang            | 4 |

### Gewichtheben
Über die olympische Qualifikationsrangliste der IWF qualifizierten sich fünf ägyptische Gewichtheber für die Olympischen Spiele.
| Athleten             | Wettbewerb         | Reißen  | Reißen | Stoßen                | Stoßen                | Zweikampf     | Zweikampf     | Rang   |
| Athleten             | Wettbewerb         | Gewicht | Rang   | Gewicht               | Rang                  | Gewicht       | Rang          | Rang   |
| -------------------- | ------------------ | ------- | ------ | --------------------- | --------------------- | ------------- | ------------- | ------ |
| Frauen               |                    |         |        |                       |                       |               |               |        |
| Neama Said           | Klasse bis 71 kg   | 97 kg   | 10     | 125 kg                | 8                     | 222 kg        | 9             | 9      |
| Sara Ahmed           | Klasse bis 81 kg   | 117 kg  | 3      | 151 kg                | 2                     | 268 kg        | 2             | Silber |
| Halima Abbas         | Klasse über 81 kg  | 115 kg  | 9      | 145 kg                | 8                     | 260 kg        | 7             | 7      |
| Männer               |                    |         |        |                       |                       |               |               |        |
| Karim Abokahla       | Klasse bis 89 kg   | 165 kg  | 8      | ohne gültigen Versuch | ohne gültigen Versuch | ausgeschieden | ausgeschieden | DNF    |
| Abdelrahman El-Sayed | Klasse über 102 kg | 183 kg  | 8      | 233 kg                | 7                     | 416 kg        | 7             | 7      |

### Judo
Über die IJF-Weltrangliste konnten sich zwei ägyptische Judokas qualifizieren.
| Athleten               | Wettbewerb       | 1. Runde     | 1. Runde | 2. Runde      | 2. Runde      | Achtelfinale  | Achtelfinale  | Viertelfinale | Viertelfinale | Halbfinale / Trostrunde | Halbfinale / Trostrunde | Finale / Platz 3 | Finale / Platz 3 | Rang |
| Athleten               | Wettbewerb       | Gegner       | Ergebnis | Gegner        | Ergebnis      | Gegner        | Ergebnis      | Gegner        | Ergebnis      | Gegner                  | Ergebnis                | Gegner           | Ergebnis         | Rang |
| ---------------------- | ---------------- | ------------ | -------- | ------------- | ------------- | ------------- | ------------- | ------------- | ------------- | ----------------------- | ----------------------- | ---------------- | ---------------- | ---- |
| Männer                 |                  |              |          |               |               |               |               |               |               |                         |                         |                  |                  |      |
| Youssry Samy           | Klasse bis 60 kg | E. Ariunbold | 0:10     | —             | —             | ausgeschieden | ausgeschieden | ausgeschieden | ausgeschieden | ausgeschieden           | ausgeschieden           | ausgeschieden    | ausgeschieden    | 17   |
| Abdelrahman Abdelghany | Klasse bis 81 kg | A. O. Djalo  | 0s1:1s1  | ausgeschieden | ausgeschieden | ausgeschieden | ausgeschieden | ausgeschieden | ausgeschieden | ausgeschieden           | ausgeschieden           | ausgeschieden    | ausgeschieden    | 33   |

### Handball
Durch den Titelgewinn bei der Afrikameisterschaft 2024 hatten sich Ägyptens Männer qualifiziert. Seit der erstmaligen Teilnahme am olympischen Handballturnier 1992 nahm das Team an allen Ausgaben teil.
| Wettbewerb    | Männer (Spiele/Tore) |
| ------------- | --- |
| Athleten      | Abdelrahman Abdou (6/0) Mohab Abdelhak (5/4) Ahmed Adel (6/29) Mohamed Aly (6/0) Seif El-Deraa (6/20) Yehia El-Deraa (6/24) Ibrahim El-Masry (6/3) Omar El-Wakil (6/13) Karim Hendawy (6/0) Ahmed Hesham (6/17) Yahia Omar (6/31) Mohammad Sanad (6/12) Mohamed Tarek (6/2) Akram Yousri (1/5) Ali Zein (6/16) |
| Trainer       | Juan Carlos Pastor |
| Gruppenphase  | Ungarn (35:32) Dänemark (27:30) Frankreich (26:26) Norwegen (26:25) Argentinien (34:27) |
| Viertelfinale | Spanien (28:29) |
| Halbfinale    | ausgeschieden |
| Finale        | ausgeschieden |
| Rang          | 5. Platz |

### Kanu
Beim afrikanischen Qualifikationsevent in Abuja konnte ein Quotenplatz im K1 der Frauen gewonnen werden.

#### Kanurennsport
| Athleten    | Wettbewerb | Vorlauf     | Vorlauf | Viertelfinale | Viertelfinale | Halbfinale    | Halbfinale    | A/B-Finale    | A/B-Finale    | Rang |
| Athleten    | Wettbewerb | Zeit        | Rang    | Zeit          | Rang          | Zeit          | Rang          | Zeit          | Rang          | Rang |
| ----------- | ---------- | ----------- | ------- | ------------- | ------------- | ------------- | ------------- | ------------- | ------------- | ---- |
| Frauen      |            |             |         |               |               |               |               |               |               |      |
| Samaa Ahmed | K1 500 m   | 2:18,52 min | 7       | 2:14,39 min   | 7             | ausgeschieden | ausgeschieden | ausgeschieden | ausgeschieden | 39   |

### Leichtathletik
Springen und Werfen
| Athleten             | Wettbewerb  | Qualifikation | Qualifikation | Finale        | Finale        | Rang |
| Athleten             | Wettbewerb  | Weite/Höhe    | Rang          | Weite/Höhe    | Rang          | Rang |
| -------------------- | ----------- | ------------- | ------------- | ------------- | ------------- | ---- |
| Frauen               |             |               |               |               |               |      |
| Esraa Owis           | Weitsprung  | 6,20 m        | 29            | ausgeschieden | ausgeschieden | 29   |
| Männer               |             |               |               |               |               |      |
| Mostafa Amr Hassan   | Kugelstoßen | 19,70 m       | 20            | ausgeschieden | ausgeschieden | 20   |
| Mohamed Magdi Hamza  | Kugelstoßen | 19,27 m       | 25            | ausgeschieden | ausgeschieden | 25   |
| Mostafa el-Gamel     | Hammerwurf  | 70,09 m       | 30            | ausgeschieden | ausgeschieden | 30   |
| Ihab Abdelrahman     | Speerwurf   | 72,98 m       | 30            | ausgeschieden | ausgeschieden | 30   |
| Mostafa Mahmoud Abdo | Speerwurf   | 74,87 m       | 29            | ausgeschieden | ausgeschieden | 29   |

### Moderner Fünfkampf
Beim UIPM-Weltcupfinale gewann Mohanad Shaban seinen Startplatz für die Olympischen Spiele. Durch ihre jeweiligen Titelgewinne bei den Afrikameisterschaften 2023 sind auch Malak Ismail und Ahmed El-Gendy qualifiziert. Als letztes sicherte sich Salma Abdelmaksoud über das UIPM-Ranking ihren Startplatz.
| Athleten           | Fechten | Fechten | Halbfinale | Halbfinale | Halbfinale    | Halbfinale | Halbfinale | Halbfinale | Halbfinale | Halbfinale | Halbfinale | Finale        | Finale        | Finale        | Finale        | Finale        | Finale        | Finale        | Punkte        | Rang |
| Athleten           | Bilanz  | Punkte  | Reiten     | Reiten     | Fechten Bonus | Schwimmen  | Schwimmen  | Combined   | Combined   | Punkte     | Rang       | Reiten        | Reiten        | Fechten Bonus | Schwimmen     | Schwimmen     | Combined      | Combined      | Punkte        | Rang |
| Athleten           | Bilanz  | Punkte  | Zeit       | Punkte     | Punkte        | Zeit (min) | Punkte     | Zeit (min) | Punkte     | Punkte     | Rang       | Zeit          | Punkte        | Punkte        | Zeit (min)    | Punkte        | Zeit (min)    | Punkte        | Punkte        | Rang |
| ------------------ | ------- | ------- | ---------- | ---------- | ------------- | ---------- | ---------- | ---------- | ---------- | ---------- | ---------- | ------------- | ------------- | ------------- | ------------- | ------------- | ------------- | ------------- | ------------- | ---- |
| Frauen             |         |         |            |            |               |            |            |            |            |            |            |               |               |               |               |               |               |               |               |      |
| Malak Ismail       | 17:18   | 210     | 59,20 s    | 286        | 6             | 2:15,70    | 279        | 11:30,82   | 610        | 1391       | 8          | 60,07 s       | 293           | 2             | 2:16,94       | 277           | 11:27,35      | 613           | 1395          | 12   |
| Salma Abdelmaksoud | 16:19   | 205     | EL         | 0          | 0             | 2:13,55    | 283        | 11:44,31   | 596        | 1084       | 17         | ausgeschieden | ausgeschieden | ausgeschieden | ausgeschieden | ausgeschieden | ausgeschieden | ausgeschieden | ausgeschieden | 34   |
| Männer             |         |         |            |            |               |            |            |            |            |            |            |               |               |               |               |               |               |               |               |      |
| Mohanad Shaban     | 20:15   | 225     | 59,55 s    | 286        | 0             | 2:04,72    | 301        | 10:15,82   | 685        | 1497       | 9          | EL            | 0             | 2             | 2:05,35       | 300           | 10:46,68      | 654           | 1181          | 18   |
| Ahmed El-Gendy     | 24:11   | 245     | 72,86 s    | 267        | 0             | 1:59,76    | 311        | 10:07,61   | 693        | 1516       | 1          | 55,71 s       | 300           | 0             | 1:59,30       | 312           | 10:02,47      | 698           | 1555          | Gold |

### Radsport
Im Bahnradsport war Ägypten für vier Wettbewerbe qualifiziert, jeweils als bestes afrikanisches Team der jeweiligen Rangliste, um die kontinentale Mindestvertretung zu gewährleisten. Für die Sprintdisziplinen auf der Bahn wurde zunächst die Fahrerin Shahd Saeed nominiert. Im Juni 2024 wurde sie vom ägyptischen Radsportverband für ein Jahr gesperrt, da sie bei der ägyptischen Straßenmeisterschaft im April eine Konkurrentin absichtlich von der Straße gedrängt haben soll, die stürzte und sich verletzte. Nach öffentlicher Empörung in Ägypten wurde ihre Nominierung für die Spiele zurückgezogen, der Platz wurde an Nigeria weitergereicht.

#### Bahn
Omnium
| Athleten             | Wettbewerb | Scratch | Scratch | Temporennen | Temporennen | Ausscheidungsfahren | Ausscheidungsfahren | Punktefahren | Gesamt | Rang |
| Athleten             | Wettbewerb | Rang    | Punkte  | Rang        | Punkte      | Rang                | Punkte              | Punkte       | Gesamt | Rang |
| -------------------- | ---------- | ------- | ------- | ----------- | ----------- | ------------------- | ------------------- | ------------ | ------ | ---- |
| Frauen               |            |         |         |             |             |                     |                     |              |        |      |
| Ebtisam Zayed        | Omnium     | 11      | 20      | 21          | 1           | 14                  | 14                  | −20          | 15     | 21   |
| Männer               |            |         |         |             |             |                     |                     |              |        |      |
| Youssef Abouelhassan | Omnium     | 22      | −39     | 22          | 1           | 15                  | 12                  | −40          | −66    | 22   |

### Reiten
Über die regionale Rangliste der Gruppe F (Afrika und Mittlerer Osten) erhielt Ägypten einen Startplatz im Springreiten.

### Ringen
Bei den Weltmeisterschaften 2023 konnte Ägypten einen ersten Quotenplatz gewinnen. Vor heimischer Kulisse beim afrikanischen Qualifikationsturnier in Kairo kamen Quotenplätze in gleich neun weiteren Gewichtsklassen hinzu. Beim internationalen Qualifikationsturnier in Istanbul wurde schließlich noch ein Platz in der Klasse bis 67 kg (griechisch-römisch) erreicht, sodass Ägypten mit elf Ringern in Paris vertreten war.

#### Freier Stil
Legende: G = Gewonnen, V = Verloren, S = Schultersieg
| Athleten        | Wettbewerb        | Achtelfinale         | Achtelfinale | Viertelfinale | Viertelfinale | Halbfinale    | Halbfinale    | Hoffnungsrunde Halbfinale | Hoffnungsrunde Halbfinale | Hoffnungsrunde Finale | Hoffnungsrunde Finale | Finale        | Finale        | Rang |
| Athleten        | Wettbewerb        | Gegner               | Ergebnis     | Gegner        | Ergebnis      | Gegner        | Ergebnis      | Gegner                    | Ergebnis                  | Gegner                | Ergebnis              | Gegner        | Ergebnis      | Rang |
| --------------- | ----------------- | -------------------- | ------------ | ------------- | ------------- | ------------- | ------------- | ------------------------- | ------------------------- | --------------------- | --------------------- | ------------- | ------------- | ---- |
| Frauen          |                   |                      |              |               |               |               |               |                           |                           |                       |                       |               |               |      |
| Nada Mohamed    | Klasse bis 50 kg  | Feng Z.              | V 2:7S       | ausgeschieden | ausgeschieden | ausgeschieden | ausgeschieden | ausgeschieden             | ausgeschieden             | ausgeschieden         | ausgeschieden         | ausgeschieden | ausgeschieden | 11   |
| Männer          |                   |                      |              |               |               |               |               |                           |                           |                       |                       |               |               |      |
| Gamal Mohamed   | Klasse bis 57 kg  | D. Cruz              | V 1:4S       | ausgeschieden | ausgeschieden | ausgeschieden | ausgeschieden | ausgeschieden             | ausgeschieden             | ausgeschieden         | ausgeschieden         | ausgeschieden | ausgeschieden | 14   |
| Amr Reda Hussen | Klasse bis 74 kg  | Lu F.                | V 4:14       | ausgeschieden | ausgeschieden | ausgeschieden | ausgeschieden | ausgeschieden             | ausgeschieden             | ausgeschieden         | ausgeschieden         | ausgeschieden | ausgeschieden | 12   |
| Mostafa El-Ders | Klasse bis 97 kg  | A. Jergali           | V 2:6        | ausgeschieden | ausgeschieden | ausgeschieden | ausgeschieden | ausgeschieden             | ausgeschieden             | ausgeschieden         | ausgeschieden         | ausgeschieden | ausgeschieden | 12   |
| Diaaeldin Kamal | Klasse bis 125 kg | G. Meschwildischwili | V 0:4        | ausgeschieden | ausgeschieden | ausgeschieden | ausgeschieden | ausgeschieden             | ausgeschieden             | ausgeschieden         | ausgeschieden         | ausgeschieden | ausgeschieden | 13   |

#### Griechisch-römischer Stil
Legende: G = Gewonnen, V = Verloren, S = Schultersieg
| Athleten                 | Wettbewerb        | Achtelfinale | Achtelfinale | Viertelfinale   | Viertelfinale | Halbfinale    | Halbfinale    | Hoffnungsrunde Halbfinale | Hoffnungsrunde Halbfinale | Hoffnungsrunde Finale | Hoffnungsrunde Finale | Finale        | Finale        | Rang |
| Athleten                 | Wettbewerb        | Gegner       | Ergebnis     | Gegner          | Ergebnis      | Gegner        | Ergebnis      | Gegner                    | Ergebnis                  | Gegner                | Ergebnis              | Gegner        | Ergebnis      | Rang |
| ------------------------ | ----------------- | ------------ | ------------ | --------------- | ------------- | ------------- | ------------- | ------------------------- | ------------------------- | --------------------- | --------------------- | ------------- | ------------- | ---- |
| Männer                   |                   |              |              |                 |               |               |               |                           |                           |                       |                       |               |               |      |
| Moamen Mohamed           | Klasse bis 60 kg  | C. Ligou     | V 2:6        | ausgeschieden   | ausgeschieden | ausgeschieden | ausgeschieden | R. Rodríguez              | V 1:12                    | ausgeschieden         | ausgeschieden         | —             | —             | 10   |
| Mohamed Ibrahim El-Sayed | Klasse bis 67 kg  | H. Cəfərov   | V 0:9        | ausgeschieden   | ausgeschieden | ausgeschieden | ausgeschieden | ausgeschieden             | ausgeschieden             | ausgeschieden         | ausgeschieden         | ausgeschieden | ausgeschieden | 15   |
| Mahmoud Abdelrahman      | Klasse bis 77 kg  | A. Wardanjan | V 0:9        | ausgeschieden   | ausgeschieden | ausgeschieden | ausgeschieden | ausgeschieden             | ausgeschieden             | ausgeschieden         | ausgeschieden         | ausgeschieden | ausgeschieden | 14   |
| Mohamed Metwally         | Klasse bis 87 kg  | N. Tursynow  | V 1:10       | ausgeschieden   | ausgeschieden | ausgeschieden | ausgeschieden | ausgeschieden             | ausgeschieden             | ausgeschieden         | ausgeschieden         | ausgeschieden | ausgeschieden | 14   |
| Mohamed Gabr             | Klasse bis 97 kg  | M. Kajaia    | G 4:1        | A. Chaslachanau | G 4:1         | M. Saravi     | V 0:6         | —                         | —                         | Ü. Dschussupbekow     | V 1:2                 | —             | —             | 5    |
| Abdellatif Mohamed       | Klasse bis 130 kg | H. Bakır     | G 3S:1       | Y. Acosta       | V 1:2         | ausgeschieden | ausgeschieden | K. Milow                  | G 6:4                     | Meng L.               | V 2:5                 | —             | —             | 5    |

### Rudern
Bei der afrikanischen Qualifikationsregatta in Tunis konnten Quotenplätze in zwei Bootsklassen erreicht werden.
| Athleten                            | Wettbewerb                  | Vorlauf     | Vorlauf | Vorlauf       | Hoffnungslauf / Viertelfinale | Hoffnungslauf / Viertelfinale | Hoffnungslauf / Viertelfinale | Halbfinale  | Halbfinale | Halbfinale    | Finale      | Finale | Rang |
| Athleten                            | Wettbewerb                  | Zeit        | Rang    | Qualifikation | Zeit                          | Rang                          | Qualifikation                 | Zeit        | Rang       | Qualifikation | Zeit        | Rang   | Rang |
| ----------------------------------- | --------------------------- | ----------- | ------- | ------------- | ----------------------------- | ----------------------------- | ----------------------------- | ----------- | ---------- | ------------- | ----------- | ------ | ---- |
| Männer                              |                             |             |         |               |                               |                               |                               |             |            |               |             |        |      |
| Abdelkhalek Elbanna                 | Einer                       | 7:05,06 min | 3       | Viertelfinale | 7:18,59 min                   | 6                             | Halbfinale C/D                | 7:02,76 min | 4          | D-Finale      | 6:58,44 min | 3      | 21   |
| Ahmed Abdelaal Mohamed Mohamed Kota | Leichtgewichts-Doppelzweier | 7:20,92 min | 5       | Hoffnungslauf | 7:14,95 min                   | 5                             | C-Finale                      | —           | —          | —             | 6:37,92 min | 4      | 16   |

### Schießen
Im bis zum 9. Juni 2024 laufenden Qualifikationszeitraum konnten elf Quotenplätze erreicht werden.
| Athleten                                           | Wettbewerb                                 | Qualifikation   | Qualifikation | Finale          | Finale        | Rang |
| Athleten                                           | Wettbewerb                                 | Ringe/ Scheiben | Rang          | Ringe/ Scheiben | Rang          | Rang |
| -------------------------------------------------- | ------------------------------------------ | --------------- | ------------- | --------------- | ------------- | ---- |
| Frauen                                             |                                            |                 |               |                 |               |      |
| Nour Abbas Mohammed                                | 25 m Sportpistole                          | 568             | 38            | ausgeschieden   | ausgeschieden | 38   |
| Nour Abbas Mohammed                                | 10 m Luftpistole                           | DNS             | DNS           | DNS             | DNS           | DNS  |
| Hala Elgohari                                      | 10 m Luftpistole                           | 574             | 12            | ausgeschieden   | ausgeschieden | 12   |
| Remas Khalil                                       | 10 m Luftgewehr                            | 625,5           | 29            | ausgeschieden   | ausgeschieden | 29   |
| Mai Elsayed Abuqarn                                | 10 m Luftgewehr                            | 624,7           | 35            | ausgeschieden   | ausgeschieden | 35   |
| Amira Aboushokka                                   | Skeet                                      | 107             | 29            | ausgeschieden   | ausgeschieden | 29   |
| Maggy Ashmawy                                      | Trap                                       | 110             | 27            | ausgeschieden   | ausgeschieden | 27   |
| Männer                                             |                                            |                 |               |                 |               |      |
| Omar Abdelhady Mohamed                             | 25 m Schnellfeuerpistole                   | 576             | 24            | ausgeschieden   | ausgeschieden | 24   |
| Ibrahim Korayiem                                   | 50 m Kleinkalibergewehr Dreistellungskampf | 576             | 41            | ausgeschieden   | ausgeschieden | 41   |
| Ibrahim Korayiem                                   | 10 m Luftgewehr                            | 625,3           | 39            | ausgeschieden   | ausgeschieden | 39   |
| Mohamed Hamdy Abdelkader                           | 10 m Luftgewehr                            | 627,8           | 24            | ausgeschieden   | ausgeschieden | 24   |
| Azmy Mehelba                                       | Skeet                                      | 121             | 10            | ausgeschieden   | ausgeschieden | 10   |
| Omar Ibrahim                                       | Skeet                                      | 106             | 29            | ausgeschieden   | ausgeschieden | 29   |
| Mixed                                              |                                            |                 |               |                 |               |      |
| Remas Khalil Ibrahim Ahmad Mohammad Korayiem       | 10 m Luftgewehr Mannschaft                 | 620,6           | 28            | ausgeschieden   | ausgeschieden | 28   |
| Mai Magdy Elsayed Abuqarn Mohamed Hamdy Abdelkader | 10 m Luftgewehr Mannschaft                 | 626,3           | 11            | ausgeschieden   | ausgeschieden | 11   |

### Schwimmen
Die olympischen Normzeiten des Weltverbandes konnte lediglich Marwan El Kamash in zwei Wettbewerben erreichen.
| Athleten             | Wettbewerb      | Vorlauf         | Vorlauf         | Halbfinale      | Halbfinale      | Finale          | Finale          | Rang            |
| Athleten             | Wettbewerb      | Zeit            | Rang            | Zeit            | Rang            | Zeit            | Rang            | Rang            |
| -------------------- | --------------- | --------------- | --------------- | --------------- | --------------- | --------------- | --------------- | --------------- |
| Frauen               |                 |                 |                 |                 |                 |                 |                 |                 |
| Lojine Abdalla Salah | 200 m Freistil  | 2:07,19 min     | 24              | ausgeschieden   | ausgeschieden   | ausgeschieden   | ausgeschieden   | 24              |
| Männer               |                 |                 |                 |                 |                 |                 |                 |                 |
| Marwan El Kamash     | 800 m Freistil  | 8:07,00 min     | 27              | —               | —               | ausgeschieden   | ausgeschieden   | 27              |
| Marwan El Kamash     | 1500 m Freistil | Nicht gestartet | Nicht gestartet | Nicht gestartet | Nicht gestartet | Nicht gestartet | Nicht gestartet | Nicht gestartet |

### Segeln
Bei der afrikanischen Qualifikation in Soma Bay konnten Startplätze in zwei Bootsklassen erreicht werden.
| Athleten       | Wettbewerb   | Qualifikation | Qualifikation | Medal Race    | Medal Race    | Punkte | Rang |
| Athleten       | Wettbewerb   | Punkte        | Rang          | Punkte        | Rang          | Punkte | Rang |
| -------------- | ------------ | ------------- | ------------- | ------------- | ------------- | ------ | ---- |
| Frauen         |              |               |               |               |               |        |      |
| Khouloud Mansy | Laser Radial | 298           | 39            | ausgeschieden | ausgeschieden | 298    | 39   |
| Männer         |              |               |               |               |               |        |      |
| Aly Badawy     | Laser        | 260           | 41            | ausgeschieden | ausgeschieden | 260    | 41   |

### Synchronschwimmen
Bei der afrikanischen Selektion im Rahmen der Schwimmweltmeisterschaften 2024 setzte sich die ägyptische Gruppe durch, wodurch auch ein Duett an den Start gehen durfte.
| Athletinnen                                                                                                   | Wettbewerb | Technische Kür | Technische Kür | Freie Kür | Freie Kür | Akrobatische Kür | Akrobatische Kür | Gesamt   | Gesamt |
| Athletinnen                                                                                                   | Wettbewerb | Punkte         | Rang           | Punkte    | Rang      | Punkte           | Rang             | Punkte   | Rang   |
| --- | ---------- | -------------- | -------------- | --------- | --------- | ---------------- | ---------------- | -------- | ------ |
| Frauen |            |                |                |           |           |                  |                  |          |        |
| Hana Hiekal Nadine Barsoum                                                                                    | Duett      | 196,5250       | 16             | 225,6541  | 14        | —                | —                | 422,1791 | 15     |
| Amina Elfeky Farida Abdelbary Hana Hiekal Mariam Ahmed Nadine Barsoum Nihal Saafan Salma Marei Sondos Mohamed | Gruppe     | 242,7651       | 9              | 243,9896  | 10        | 219,2267         | 9                | 705,9814 | 10     |

### Taekwondo
Über die olympische Qualifikationsrangliste qualifizierte sich Seif Eissa vorzeitig für die Olympischen Spiele. Beim afrikanischen Qualifikationsturnier in Dakar gewannen zwei weitere Athleten ihre Startplätze für Paris.
| Athleten     | Wettbewerb       | Achtelfinale   | Achtelfinale | Viertelfinale | Viertelfinale | Hoffnungsrunde Halbfinale | Hoffnungsrunde Halbfinale | Halbfinale    | Halbfinale    | Hoffnungsrunde Finale | Hoffnungsrunde Finale | Finale        | Finale        | Rang |
| Athleten     | Wettbewerb       | Gegner         | Ergebnis     | Gegner        | Ergebnis      | Gegner                    | Ergebnis                  | Gegner        | Ergebnis      | Gegner                | Ergebnis              | Gegner        | Ergebnis      | Rang |
| ------------ | ---------------- | -------------- | ------------ | ------------- | ------------- | ------------------------- | ------------------------- | ------------- | ------------- | --------------------- | --------------------- | ------------- | ------------- | ---- |
| Frauen       |                  |                |              |               |               |                           |                           |               |               |                       |                       |               |               |      |
| Aya Shehata  | Klasse bis 67 kg | C. Castro      | 2:1          | S. Chaâri     | 0:2           | ausgeschieden             | ausgeschieden             | ausgeschieden | ausgeschieden | ausgeschieden         | ausgeschieden         | ausgeschieden | ausgeschieden | 9    |
| Männer       |                  |                |              |               |               |                           |                           |               |               |                       |                       |               |               |      |
| Ahmed Nassar | Klasse bis 68 kg | S. Alaphilippe | 0:2          | ausgeschieden | ausgeschieden | ausgeschieden             | ausgeschieden             | ausgeschieden | ausgeschieden | ausgeschieden         | ausgeschieden         | ausgeschieden | ausgeschieden | 11   |
| Seif Eissa   | Klasse bis 80 kg | E. Hrnic       | 0:2          | ausgeschieden | ausgeschieden | ausgeschieden             | ausgeschieden             | ausgeschieden | ausgeschieden | ausgeschieden         | ausgeschieden         | ausgeschieden | ausgeschieden | 11   |

### Tennis
Über die Afrikaspiele 2023 erhielt Mayar Sherif einen Startplatz im Einzel der Frauen.
| Athleten     | Wettbewerb | 1. Runde     | 1. Runde      | 2. Runde      | 2. Runde      | Achtelfinale  | Achtelfinale  | Viertelfinale | Viertelfinale | Halbfinale    | Halbfinale    | Finale / Platz 3 | Finale / Platz 3 | Rang |
| Athleten     | Wettbewerb | Gegner       | Ergebnis      | Gegner        | Ergebnis      | Gegner        | Ergebnis      | Gegner        | Ergebnis      | Gegner        | Ergebnis      | Gegner           | Ergebnis         | Rang |
| ------------ | ---------- | ------------ | ------------- | ------------- | ------------- | ------------- | ------------- | ------------- | ------------- | ------------- | ------------- | ---------------- | ---------------- | ---- |
| Frauen       |            |              |               |               |               |               |               |               |               |               |               |                  |                  |      |
| Mayar Sherif | Einzel     | C. Wozniacki | 6:2, 5:7, 1:6 | ausgeschieden | ausgeschieden | ausgeschieden | ausgeschieden | ausgeschieden | ausgeschieden | ausgeschieden | ausgeschieden | ausgeschieden    | ausgeschieden    | 33   |

### Tischtennis
Durch den Titelgewinn der jeweiligen Wettbewerbe bei der Afrikameisterschaft 2023 in Tunis haben sich beide Mannschaften und das Mixed-Doppel qualifiziert. In den Einzelwettbewerben durften somit auch je zwei Athleten an den Start gehen.
| Athleten                                          | Wettbewerb | 1. Runde | 1. Runde | 2. Runde           | 2. Runde | 3. Runde      | 3. Runde      | Achtelfinale      | Achtelfinale  | Viertelfinale | Viertelfinale | Halbfinale    | Halbfinale    | Finale / Platz 3 | Finale / Platz 3 | Rang |
| Athleten                                          | Wettbewerb | Gegner   | Erg.     | Gegner             | Erg.     | Gegner        | Erg.          | Gegner            | Erg.          | Gegner        | Erg.          | Gegner        | Erg.          | Gegner           | Erg.             | Rang |
| ------------------------------------------------- | ---------- | -------- | -------- | ------------------ | -------- | ------------- | ------------- | ----------------- | ------------- | ------------- | ------------- | ------------- | ------------- | ---------------- | ---------------- | ---- |
| Frauen                                            |            |          |          |                    |          |               |               |                   |               |               |               |               |               |                  |                  |      |
| Dina Meshref                                      | Einzel     | Freilos  | Freilos  | M. Xiao            | 4:1      | H. Hayata     | 0:4           | ausgeschieden     | ausgeschieden | ausgeschieden | ausgeschieden | ausgeschieden | ausgeschieden | ausgeschieden    | ausgeschieden    | 17   |
| Hana Goda                                         | Einzel     | Freilos  | Freilos  | B. Eerland         | 0:4      | ausgeschieden | ausgeschieden | ausgeschieden     | ausgeschieden | ausgeschieden | ausgeschieden | ausgeschieden | ausgeschieden | ausgeschieden    | ausgeschieden    | 33   |
| Dina Meshref Hana Goda Mariam Alhodaby            | Mannschaft | —        | —        | —                  | —        | —             | —             | China             | 0:3           | ausgeschieden | ausgeschieden | ausgeschieden | ausgeschieden | ausgeschieden    | ausgeschieden    | 9    |
| Männer                                            |            |          |          |                    |          |               |               |                   |               |               |               |               |               |                  |                  |      |
| Omar Assar                                        | Einzel     | Freilos  | Freilos  | F. Rakotoarimanana | 4:1      | A. Miño       | 4:0           | K. Gerassimenko   | 4:2           | T. Möregårdh  | 1:4           | ausgeschieden | ausgeschieden | ausgeschieden    | ausgeschieden    | 5    |
| Mohamed El-Beiali                                 | Einzel     | Freilos  | Freilos  | M. Redzimski       | 0:4      | ausgeschieden | ausgeschieden | ausgeschieden     | ausgeschieden | ausgeschieden | ausgeschieden | ausgeschieden | ausgeschieden | ausgeschieden    | ausgeschieden    | 33   |
| Khalid Assar Mohamed El-Beiali Youssef Abdel-Aziz | Mannschaft | —        | —        | —                  | —        | —             | —             | Chinesisch Taipeh | 0:3           | ausgeschieden | ausgeschieden | ausgeschieden | ausgeschieden | ausgeschieden    | ausgeschieden    | 9    |
| Mixed                                             |            |          |          |                    |          |               |               |                   |               |               |               |               |               |                  |                  |      |
| Omar Assar / Dina Meshref                         | Doppel     | —        | —        | —                  | —        | —             | —             | Wang C. / Sun Y.  | 0:4           | ausgeschieden | ausgeschieden | ausgeschieden | ausgeschieden | ausgeschieden    | ausgeschieden    | 9    |

### Turnen
Durch ihre Erfolge in Mehrkampf bei den Afrikameisterschaften 2024 hatten sich Omar Mohamed und Jana Mahmoud persönliche Startplätze für die olympischen Turnwettbewerbe gesichert. In der Rhythmischen Sportgymnastik war Ägypten ebenfalls durch das Abschneiden bei den entsprechenden Afrikameisterschaften 2024 im Einzel- und Gruppenmehrkampf vertreten. Bei den Trampolin-Afrikameisterschaften in Bizerte konnte zudem je ein Startplatz für die Wettbewerbe der Frauen und Männer gewonnen werden.

#### Gerätturnen
| Athleten     | Wettbewerb       | Qualifikation | Qualifikation | Finale        | Finale        | Rang |
| Athleten     | Wettbewerb       | Punkte        | Rang          | Punkte        | Rang          | Rang |
| ------------ | ---------------- | ------------- | ------------- | ------------- | ------------- | ---- |
| Frauen       |                  |               |               |               |               |      |
| Jana Mahmoud | Boden            | 12,366        | 58            | ausgeschieden | ausgeschieden | 58   |
| Jana Mahmoud | Schwebebalken    | 11,400        | 72            | ausgeschieden | ausgeschieden | 72   |
| Jana Mahmoud | Stufenbarren     | 11,066        | 78            | ausgeschieden | ausgeschieden | 78   |
| Jana Mahmoud | Mehrkampf Einzel | 49,698        | 58            | ausgeschieden | ausgeschieden | 58   |
| Männer       |                  |               |               |               |               |      |
| Omar Mohamed | Barren           | 14,133        | 34            | ausgeschieden | ausgeschieden | 34   |
| Omar Mohamed | Boden            | 12,466        | 63            | ausgeschieden | ausgeschieden | 63   |
| Omar Mohamed | Pauschenpferd    | 13,066        | 41            | ausgeschieden | ausgeschieden | 41   |
| Omar Mohamed | Reck             | 12,700        | 49            | ausgeschieden | ausgeschieden | 49   |
| Omar Mohamed | Ringe            | 13,600        | 29            | ausgeschieden | ausgeschieden | 29   |
| Omar Mohamed | Sprung           | 12,533        | 18            | ausgeschieden | ausgeschieden | 18   |
| Omar Mohamed | Mehrkampf Einzel | 78,665        | 40            | ausgeschieden | ausgeschieden | 40   |

#### Rhythmische Sportgymnastik
| Athletinnen                                                           | Wettbewerb           | Qualifikation | Qualifikation | Finale        | Finale        | Rang |
| Athletinnen                                                           | Wettbewerb           | Punkte        | Rang          | Punkte        | Rang          | Rang |
| --------------------------------------------------------------------- | -------------------- | ------------- | ------------- | ------------- | ------------- | ---- |
| Frauen                                                                |                      |               |               |               |               |      |
| Aliaa Saleh                                                           | Mehrkampf Einzel     | 111,700       | 23            | ausgeschieden | ausgeschieden | 23   |
| Farida Hussein Johara Eldeeb Lamar Behairi Amina Sobeih Abeer Ramadan | Mehrkampf Mannschaft | 55,900        | 14            | ausgeschieden | ausgeschieden | 14   |

#### Trampolinturnen
| Athleten    | Wettbewerb | Qualifikation | Qualifikation | Finale        | Finale        | Rang |
| Athleten    | Wettbewerb | Punkte        | Rang          | Punkte        | Rang          | Rang |
| ----------- | ---------- | ------------- | ------------- | ------------- | ------------- | ---- |
| Frauen      |            |               |               |               |               |      |
| Malak Hamza | Einzel     | 9,650         | 16            | ausgeschieden | ausgeschieden | 16   |

### Volleyball
Als bestes afrikanisches Team der Weltrangliste qualifizierten sich die ägyptischen Volleyballer für das olympische Turnier der Männer.
| Wettbewerb      | Männer |
| --------------- | --- |
| Athleten        | Mohamed Elhaddad Mostafa Abdelsalam Abdelmoaty Mohamed Issa Mohamed Masoud Hossam Abdalla Reda Haikal Seifeldin Aly Abdelrahman Eissa Abdelrahman Seoudy Mohamed Sayedin Ahmed Abdelrahman Mohamed Hassan |
| P-Akkreditierte | Ahmed Deyaa Omar |
| Trainer         | Fernando Muñoz |
| Gruppenphase    | Polen 0:3 (21:25, 19:25, 13:25) Italien 0:3 (15:25, 16:25, 20:25) Brasilien 0:3 (11:25, 13:25, 16:25) |
| Viertelfinale   | ausgeschieden |
| Halbfinale      | ausgeschieden |
| Finale          | ausgeschieden |
| Rang            | 12 |

### Wasserspringen
Beim afrikanischen Qualifikationsevent in Durban gewann Ägypten in allen Einzelwettbewerben einen Startplatz.
| Athleten       | Wettbewerb        | Vorkampf | Vorkampf | Halbfinale    | Halbfinale    | Finale        | Finale        | Rang |
| Athleten       | Wettbewerb        | Punkte   | Rang     | Punkte        | Rang          | Punkte        | Rang          | Rang |
| -------------- | ----------------- | -------- | -------- | ------------- | ------------- | ------------- | ------------- | ---- |
| Frauen         |                   |          |          |               |               |               |               |      |
| Maha Amer      | Kunstspringen 3 m | 250,20   | 24       | ausgeschieden | ausgeschieden | ausgeschieden | ausgeschieden | 24   |
| Malak Tawfik   | Turmspringen 10 m | 193,75   | 28       | ausgeschieden | ausgeschieden | ausgeschieden | ausgeschieden | 28   |
| Männer         |                   |          |          |               |               |               |               |      |
| Mohamed Farouk | Kunstspringen 3 m | 317,40   | 23       | ausgeschieden | ausgeschieden | ausgeschieden | ausgeschieden | 23   |
| Ramez Diaa     | Turmspringen 10 m | 266,95   | 26       | ausgeschieden | ausgeschieden | ausgeschieden | ausgeschieden | 26   |